# Pałac w Studzieńcu (powiat płocki)
Pałac w Studzieńcu – położony w miejscowości Studzieniec w gminie Słubice powiecie płockim.
Około roku 1790 do wybudowania pałacu rodzina Skarżyńskich zatrudniła znanego architekta Hilarego Szpilowskiego, który wcześniej wybudował pałac i kościół w pobliskich Słubicach. Pałac wybudowano w stylu klasycystycznym z wyeksponowanym portykiem wejściowym z czterema kolumnami. Pałac od wybudowania nie był poddawany poważnym przeróbkom. W końcu XVIII wieku przy pałacu założono park krajobrazowy o powierzchni 3,5 ha.
Pałac służył rodzinie Skarżyńskich do II wojny światowej. W czasie wojny ucierpiał, został odbudowany i w latach 70. i 80. był użytkowany. Obiekt jako ruinę przejęła rodzina Olewników. Obecnie jest on remontowany.

## Najważniejsi mieszkańcy pałacu
- Jerzy Skarżyński h. Bończa, podstarości i przewodniczący sejmiku poselskiego sochaczewski.
- Piotr Skarżyński h. Bończa, sędzia pokoju w Powiecie Gostyńskim.
- Ambroży Mikołaj Skarżyński h. Bończa, baron Cesarstwa Francuskiego i generał polski
- Maksymilian Maximillian Skarżīński h. Bończa, oficer w armii napoleońskiej a następnie uczestnik powstania Listopadowego
- Seweryna Wysłouch z domu Skarżyńska, znawczyni języka polskiego, pisarka i malarka.